# あなたがいれば
「あなたがいれば」は、日本の女性歌手、華原朋美の23枚目のシングル。

## 解説
- 華原朋美名義では約1年半ぶりの新曲となった。（新曲としては、朋ちゃん&コロッケの『ありがとね』以来、約1年ぶり。）
- 30歳を迎え、ユニバーサルミュージック（ユニバーサルシグマ）移籍第1弾シングル。
- 同じプロダクション尾木所属の仲間由紀恵が主演した月9ドラマ「東京湾景 ～Destiny of Love」の主題歌に起用された韓国のバラード「君さえいれば」（Geu Dae Man It Da Myeon（クデマンイッタミョン・그대만 있다면） - ）を、“せつなく美しく”日本語でカバーして発表した。キャッチコピーは“朋ちゃんファンも韓流ファンも注目の作品”。
- 原曲は、1999年に解散したポップ・デュオ“Weather Forecast”の楽曲。華原がフジテレビの音楽番組「僕らの音楽」に出演した際には、オリジナルを歌うKang Hyun Min（カン・ヒョンミン）が来日し、華原版の「あなたがいれば」をデュエットし、夢の共演が実現した。これがきっかけとなり、カンは次の新曲「涙の続き」や収録アルバムの『NAKED』にも楽曲提供している。
- 原曲・華原版ともにアレンジで、クラシック音楽の「カノン」（パッヘルベル）が使用されている。
- カップリングには、自身の代表曲「I BELIEVE」のリメイク版「I BELIEVE 2004」を収録。ヴォーカル再レコーディングに加え、原曲とは対照的なエスニック調アレンジで蘇った。アナログ盤「I BELIEVE 2004 - 12inch mix」も発売された。
- このシングルから、ローマ字表記を以前までの“Kahala”から“Kahara”にプチ改名。“tomomi kahara”の筆記体表記も定番となった。また、アートディレクションとデザインを“DIAMOND HEADS”が再び担当。
- 2004年11月3日には、HMV池袋サンシャイン60通りにて、初のインストアライブを開催した。
- 好調を受けて台湾でも発売された（台湾ではアルバム輸入盤が主流でシングル発売は異例）。
- 「第46回輝く! 日本レコード大賞」の金賞を受賞。「I'm proud」以来、8年ぶりにレコ大のステージにカムバックを果たした。
- オリコンによると、韓国作品のカバーとしては渥美二郎の「釜山港へ帰れ」以来、21年ぶりのヒットに。ダウンロードを含めると10万枚のヒット作となった（サンスポ記事より）。
- チャート推移では再上昇を繰り返し、オリコンでは16週連続ロングチャートイン。

## 収録曲
1. あなたがいれば
作詞・作曲：Kang Hyun Min 日本語詞：並河祥太 編曲：Kenji Suzuki プロデュース：与田春生
2. I BELIEVE 2004
作詞・作曲：Tetsuya Komuro 編曲：Hiroshi Matsui プロデュース：与田春生
3. あなたがいれば [backing track]
4. I BELIEVE 2004 [backing track]

## 収録アルバム
あなたがいれば
- オリジナル・アルバム『NAKED』 - 初回限定盤DVDにはPVなども収録

- ベスト・アルバム「ALL TIME SINGLES BEST」

## タイアップ
- TBS系列「どうぶつ奇想天外!」エンディングテーマ